# Строгинская пойма

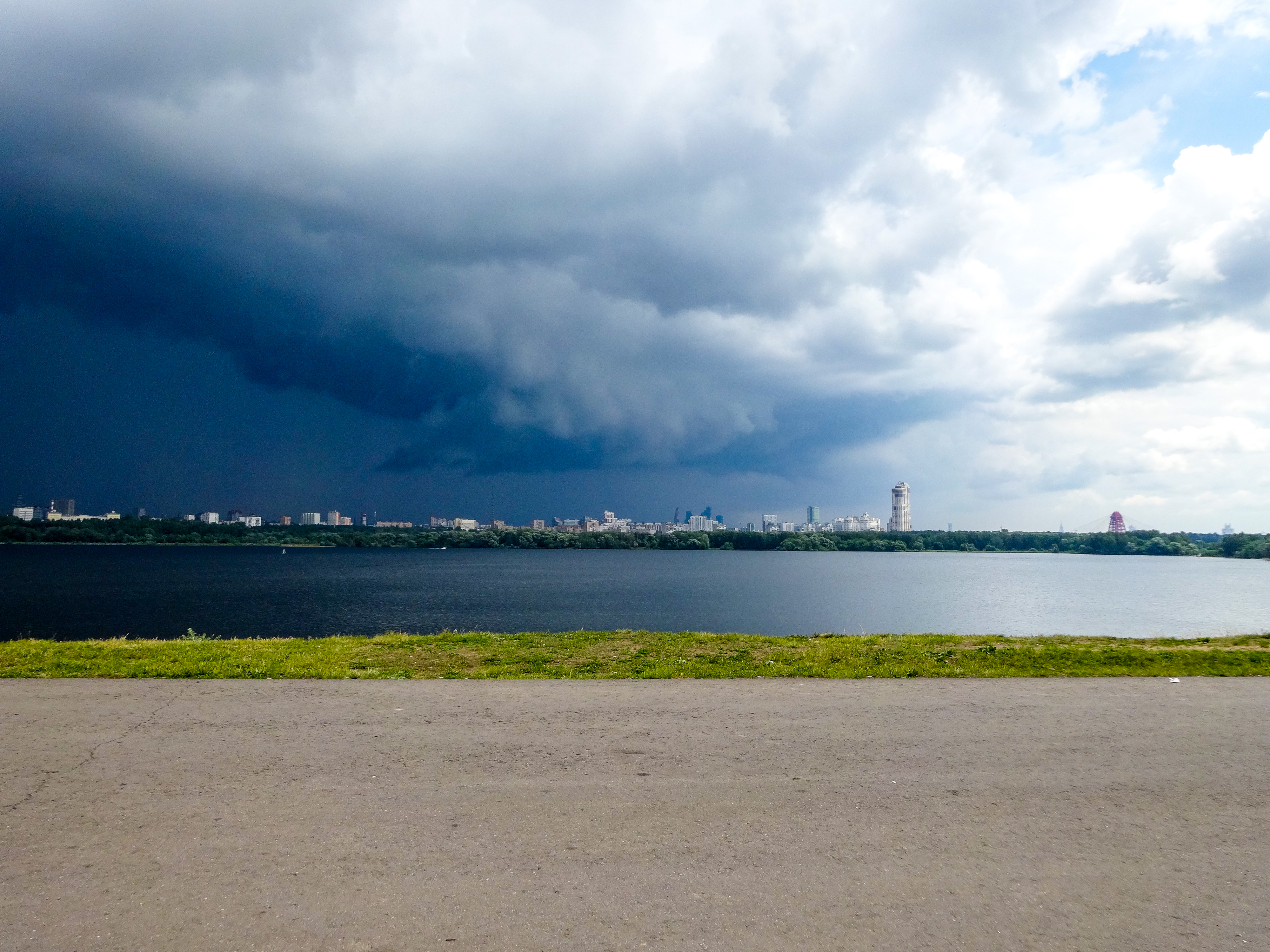
Большой Строгинский затон в 2014 году

Строги́нская по́йма (Строги́нский затон, Строги́нский залив, Тро́ице-Лы́ковская пойма) — зелёная зона площадью 13,2 тысячи м² на правом берегу залива Москвы-реки в районе в Строгино Северо-Западного административного округа Москвы. Имеет статус особо охраняемой природной территории как составная часть парка «Москворецкий».

## Физико-географическая характеристика
Строгинская пойма расположена на востоке района Строгино, в границах природно-исторического парка «Москворецкий». С юго-запада ограничена Строгинским мысом, с северо-востока, востока и юго-востока — Щукинским полуостровом, близ которого находится ещё несколько заливов в северно-восточной и юго-восточной частях Строгинской поймы. Южная часть затона соединена проливом с Москвой-рекой.
Строгинский затон представляет собой самый широкий водоём в черте Москвы. Его ширина составляет около 1,9 км с запада на восток и около 1,25 км  — с севера на юг. Средняя глубина воды — около 5 м, временами встречаются перепады глубин и ямы до 15—30 м. Дно затона песчаное. На южном берегу, в районе Серебряного Бора, бьют родники. Узкая протока соединяет пойму с Чистым заливом, который находится слева от моста, соединяющего Строгино с районом Щукино.

## История
Территория получила своё название по находившемуся на ней селу Строгино, вошедшему в 1960-х годах в состав Москвы. Название «Троице-Лыковская пойма» происходит от названия села Троице-Лыково, также ставшего частью городского района Строгино.

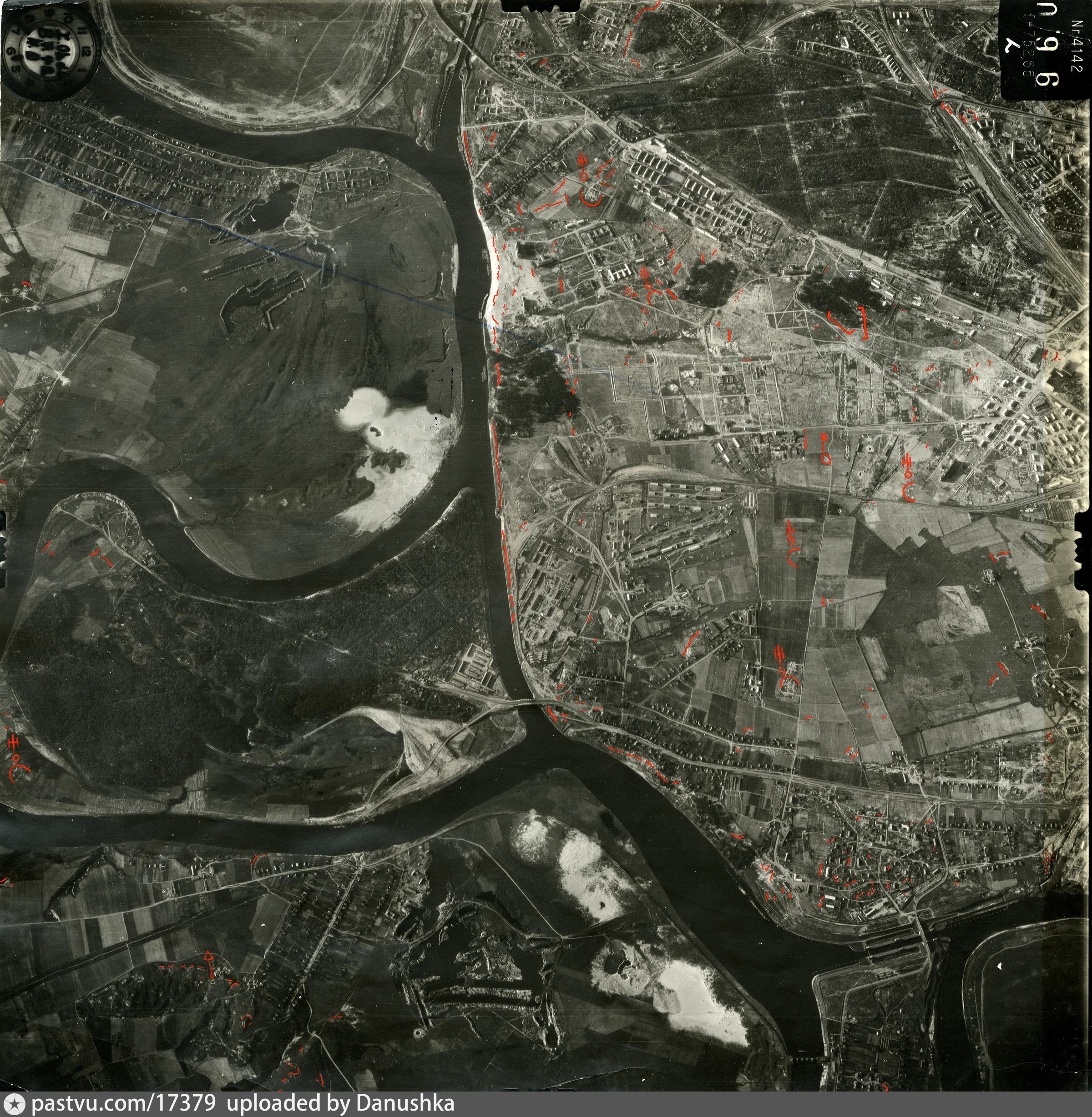
Немецкая аэрофотосъемка 1942 год.

Строгинский затон был создан искусственно — это песчаный карьер округлой формы, выкопанный в 1960-х годах на нужды строительства районов Щукино и Хорошево-Мневники. На немецкой аэрофотосъемке 1942 года данный объект отсутствует.
После вхождения в городскую черту территория Строгинской поймы стала популярным местом отдыха горожан из-за экологической чистоты и удобной пешей доступности от метро и жилых районов. По берегам водоёма открыли пляжи, однако купание было запрещено, а пляжная инфраструктура практически отсутствовала.
В 2005 году мэр Москвы Юрий Лужков подписал решение о строительстве центра воднолыжного спорта с водным стадионом — подразделения расположенного в Крылатском «Воднолыжного клуба Натальи Румянцевой», однако впоследствии этот проект признали коммерчески непривлекательным и от него решили отказаться. Площадка под строительство была предоставлена клубу на безвозмездной основе, его владельцы не раз подавали документы в разные городские инстанции для оформления прав на неё, однако им отказывали из-за неопределённого статуса земель. В том же году пойма получила статус особо охраняемой природной территории.
В 2013 году власти Москвы озвучили планы по благоустройству Строгинской поймы и строительству на её территории современной пляжной и развлекательной инфраструктуры, кафе и ресторанов. Данная инициатива вызвала протест общественности, так как масштабная застройка означала бы потерю охраняемого статуса. В 2015-м главный архитектор Москвы Сергей Кузнецов предпочёл отказаться от активного строительства в Строгинской пойме, озвучив планы по её развитию как зелёной рекреационной зоны. В июне того же года были проведены работы по выравниванию дна водоёма и очистке территории от мусора, оборудована пляжная инфраструктура, высажены деревья и кустарники в зоне отдыха, после чего запрет на купание в пойме был снят.
В 2016 году было принято решение о сносе воднолыжной базы в Строгинской пойме в связи с отсутствием необходимых для строительства документов. В сентябре 2017-го постройки снесли.
Очередное благоустройство поймы, позволившее сохранить охранный статус, проходило в 2017—2018 годах по программе «Развитие городской среды»: установили детские и спортивные площадки, создали велодорожки, вымостили пешие тропы и установили малые скульптуры вдоль них.
По состоянию 2018 год инфраструктура Строгинской поймы включает пять детских и 12 спортивных площадок, сцену, памп-трек для экстремального велоспорта, поля для мини-футбола, теннисный корт, работает прокат роликовых коньков, самокатов и велосипедов. В парке обустроены каменные и деревянные дорожки, к шезлонгам на пляже ведут настилы.
В заливе запрещено движение плавсредств под двигателем. Исключение составляют катера ОСВОД и госслужб. Летом здесь проходят тренировки по виндсёрфингу, в зимнее время популярна рыбалка.

## Флора и фауна

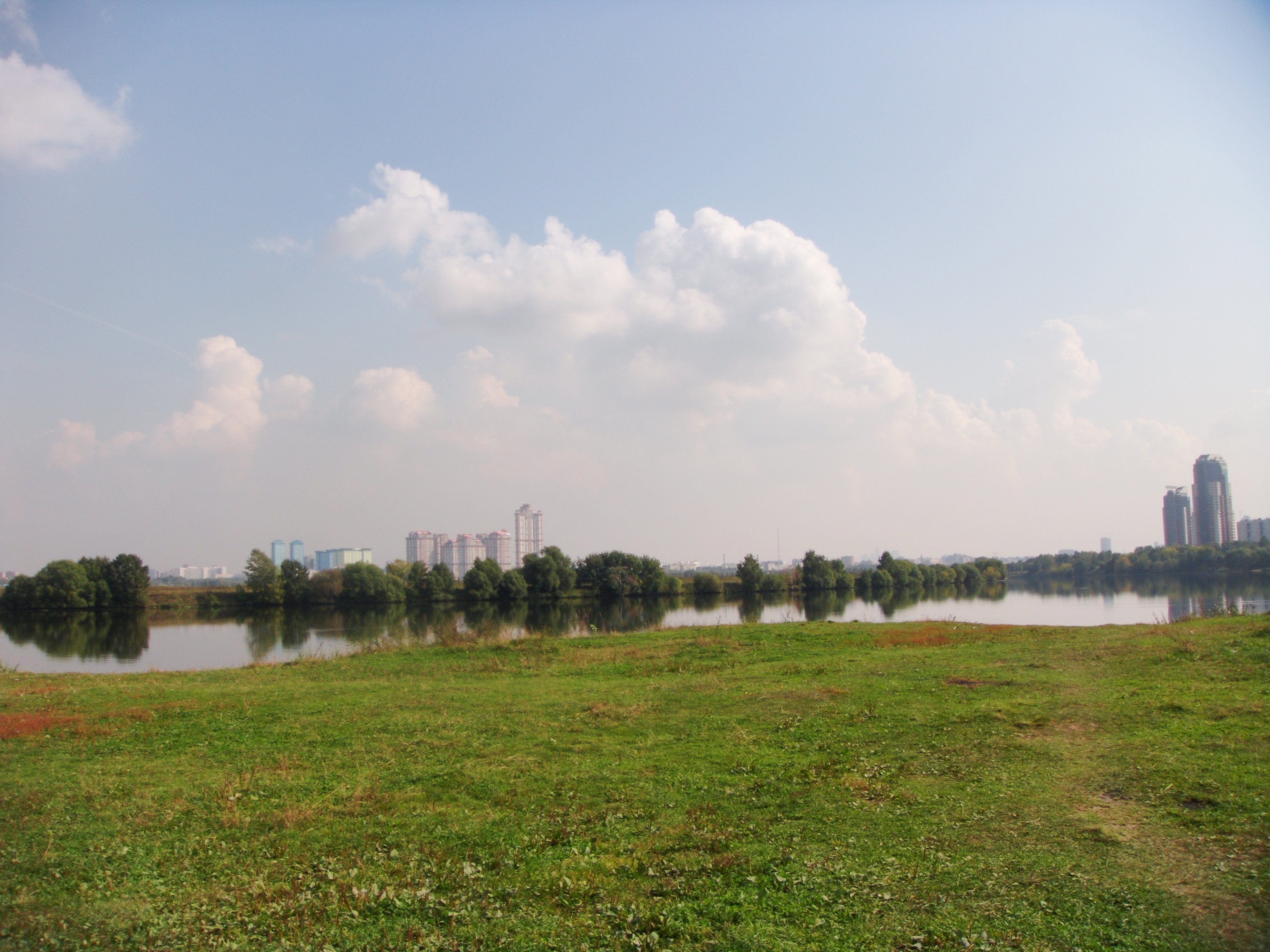
Заливной луг в Строгинской пойме, 2009 год

В окрестностях поймы встречаются лисы, зайцы-беляки и русаки, кроты, полёвки, землеройки, ежи и горностаи, гнездятся камышовки, камышовые овсянки, ласточки-береговушки, соловьи, чечевицы, жёлтые трясогузки, ястребы-тетеревятники. На территории Щукинского полуострова обитают канюки, соколы, коростели, болотные совы, были отмечены следы лосей.
Флора Строгинской поймы насчитывает более 300 видов растений, среди которых встречаются охраняемые виды: мякотница однолистная, тайник овальный, пальчатокоренники, купальница европейская, ландыш майский, горец змеиный, ирис жёлтый. На заливных лугах встречаются тимофеевка степная, земляника зелёная, ежа сборная, лисохвост, полевица, овсяница, астрагал датский и солодколистный, язвенник многолистный, синеголовник плосколистный, порезник горный, клевер горный, гвоздика Фишера, горицвет кукушкин, незабудка болотная, нивяник, колокольчики скученный и рапунцелевидный, 13 видов лишайников. Из деревьев распространены сосны, берёзы, ивы.
В водах затона водится 27 видов рыб, в том числе плотва, окунь, уклейка, лещ, линь, щука, пескарь, елец, язь, горчак, краснопёрка, жерех, верховка, густера, сазан. Рыба, выловленная в Строгинской пойме, пригодна к употреблению в пищу.